# Hermandad de Campoo de Suso
Hermandad de Campoo de Suso ist eine Gemeinde in der spanischen Autonomen Region Kantabrien. Das Gemeindegebiet wird liegt im Süden von Kantabrien in der Nähe von Reinosa. Der Fluss Ebro entspringt in dieser Gemeinde, bei Fontibre.

## Orte
- Abiada
- Argüeso
- Barrio
- Camino
- Celada de los Calderones
- Entrambasaguas
- Espinilla (Gemeindesitz)
- Fontibre
- Hoz de Abiada
- Izara
- La Lomba
- Mazandrero
- La Miña
- Naveda
- Ormas
- Paracuelles
- Población de Suso
- Proaño
- Salces
- La Serna
- Soto
- Suano
- Villacantid
- Villar

## Bevölkerungsentwicklung
| 1900 | 1910 | 1920 | 1930 | 1940 | 1950 | 1960 | 1970 | 1980 | 1990 | 2000 | 2007 | 2019 |
| ---- | ---- | ---- | ---- | ---- | ---- | ---- | ---- | ---- | ---- | ---- | ---- | ---- |
| 3729 | 3651 | 3663 | 3696 | 3807 | 3854 | 3296 | 2477 | 2038 | 1965 | 1895 | 1949 | 1603 |

## Wirtschaft
Traditionell hat diese Gemeinde im Süden Kantabriens vom primären Sektor gelebt, hauptsächlich von der Viehzucht. Familien betrieben auch Subsistenzlandwirtschaft. Heutzutage ist der primäre Sektor immer noch wichtig, obwohl die Bewohner normalerweise landwirtschaftliche Tätigkeiten mit Arbeit im Dienstleistungssektor oder in der Industrie von Reinosa kombinieren. Der Tourismus gewinnt zunehmend an Bedeutung, vor allem im Zusammenhang mit der ländlichen Beherbergung und der Nähe zum Wintersportort Alto Campoo.